# 스바정
스바정(일본어: 須馬町)은 일본 가나가와현 나카군에 존재했던 정이다. 현재의 히라쓰카시에 해당한다.

## 역사
- 1889년 4월 1일 - 정촌제 시행에 의해 나카군 스바촌이 성립하였다.
- 1927년 1월 1일 - 정으로 승격해, 스바정이 되었다.
- 1929년 4월 1일 - 히라쓰카정에 편입해, 동일 쓰바정은 폐지되었다.

## 교통

### 철도노선
일본국유철도(현 동일본 여객철도) 도카이도 본선이 정을 통과하고 있었지만 역은 존재하지 않았다. 

### 도로
- 국도 제1호선

## 참고 문헌
- 角川日本地名大辞典編纂委員会,『角川日本地名大辞典 神奈川県』1984, 角川書店